# Orgères-la-Roche
Orgères-la-Roche est une ancienne commune française du département de la Mayenne et la région Pays de la Loire, associée à Lignières-la-Doucelle pour former la commune de Lignières-Orgères à partir du 1er janvier 1972, puis totalement intégrée le 1er août 1987.

## Toponymie
Le nom de la localité  est attesté sous les formes in Orgeriis en 1241, de Orgeriis en 1516, Orgeres en 1793, Orgères en 1801, Orgères-la-Roche en 1919.
Le toponyme serait issu du latin hordeum, « orge », suffixé de -aria, soit « lieu planté d'orge ». 
Le complément la-Roche fait référence à une barre de rochers de grès armoricains, d'allure ruiniforme, « les Roches d'Orgères », une curiosité naturelle que l'on découvre en bordure du sentier pédestre GR 22 et de la route D 292 qui relie Lignières à La Ferté-Macé.

## Lieux et monuments

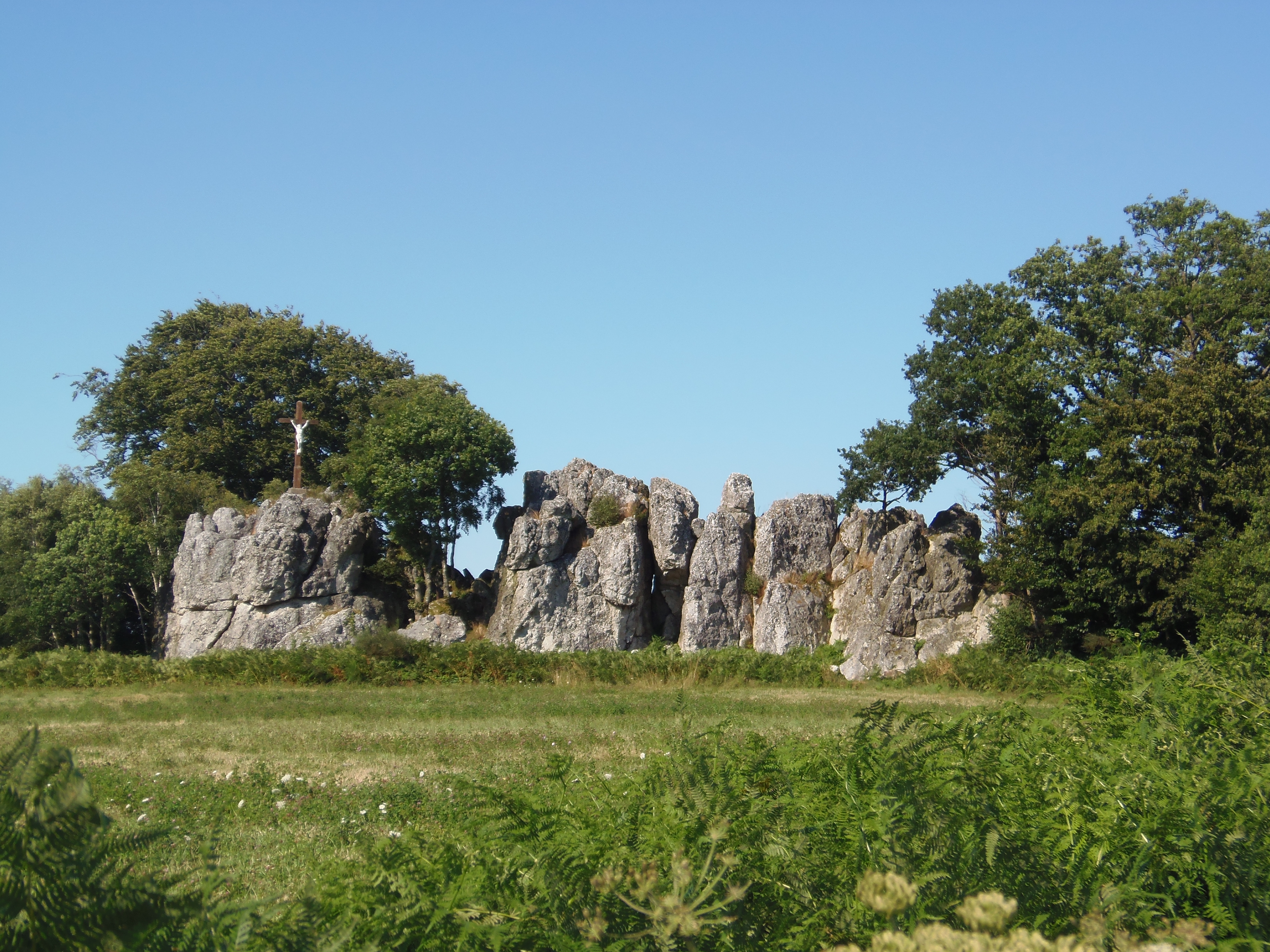
Les roches d'Orgères.

## Administration
| Période | Période | Identité | Étiquette | Qualité |
| ------- | ------- | -------- | --------- | ------- |
|         |         |          |           |         |

| Période | Période | Identité | Étiquette | Qualité |
| ------- | ------- | -------- | --------- | ------- |
|         |         |          |           |         |

## Démographie
| 1793 | 1800 | 1806 | 1821 | 1831 | 1836 |
| ---- | ---- | ---- | ---- | ---- | ---- |
| 465  | 496  | 508  | 513  | 532  | 524  |

| 1841 | 1846 | 1851 | 1856 | 1861 | 1866 |
| ---- | ---- | ---- | ---- | ---- | ---- |
| 505  | 528  | 526  | 505  | 500  | 482  |

| 1872 | 1876 | 1881 | 1886 | 1891 | 1896 |
| ---- | ---- | ---- | ---- | ---- | ---- |
| 431  | 404  | 372  | 367  | 387  | 362  |

| 1901 | 1906 | 1911 | 1921 | 1926 | 1931 |
| ---- | ---- | ---- | ---- | ---- | ---- |
| 328  | 292  | 279  | 238  | 234  | 204  |

| 1936 | 1946 | 1954 | 1962 | 1968 | - |
| ---- | ---- | ---- | ---- | ---- | - |
| 183  | 185  | 197  | 182  | 161  | - |